# Попис становништва 2020. у САД
Попис становништва 2020. у САД био је 24. по реду попис становништва у САД. Као референтни дан одређен је 1. април 2020. Осим пробне студије током пописа из 2000. године, први је попис у САД који је понудио опције за одговарање на мрежи или телефоном, поред папирног обрасца за одговоре који се користио за претходне пописе.
Попис је обављен током пандемије ковида 19, што је имало утицај. Пописом је утврђено да је број становника САД 331.449.281, што је повећање за 7,4% у односу на претходни попис. Стопа раста броја становника била је друга најнижа икада забележена, а нето повећање је шесто по величини у историји. Ово је био први попис где је 10 најмногољуднијих савезних држава премашило 10 милиона становника, и први попис где је сваки од 10 најнасељенијих градова премашио 1 милион становника.